# Protodioscyna
Protodioscyna – steroidowy, organiczny związek chemiczny z grupy saponin. Występuje w wielu roślinach, głównie z rodzajów: Tribulus, Trigonella i Dioscorea. Jest także aktywnym składnikiem buzdyganka naziemnego – rośliny używanej jako afrodyzjak.
Wykazano, że wyciąg z buzdyganka naziemnego standaryzowany na zawartość protodioscyny wspomaga erekcję (badania na izolowanych tkankach) oraz działa jak afrodyzjak na niektóre gatunki zwierząt. Mechanizm działania protodioscyny nie jest w pełni jasny, chociaż wykazano, że substancja ta powoduje uwalnianie tlenku azotu w ciałach jamistych penisa oraz podnosi poziom testosteronu, dihydrotestosteronu i dehydroepiandrosteronu we krwi. Dowody skuteczności protodioscyny u ludzi są ograniczone i pozostają kontrowersyjne.